# Blaberus peruvianus
Blaberus peruvianus är en kackerlacksart som beskrevs av Jurberg, Albuquerque, Rebordoes, Goncalves och Felip. Blaberus peruvianus ingår i släktet Blaberus och familjen jättekackerlackor. Inga underarter finns listade.